# Fenilpiracetam
El Fenilpiracetam (Phenotropil, Carphedon) es un nootrópico análogo fenil de la familia de nootrópicos ligados al piracetam, desarrollada en 1983 en Rusia, donde está disponible sin prescripción médica por ser considerado un suplemento dietario. Ha sido usada en humanos como estimulante del SNC, del sistema locomotor, del rendimiento deportivo y como nootrópico, en cuyo caso se refiere que es de 30-60 veces más potente que el piracetam. Estudios en animales muestran actividad antiamnésica, antidepresiva, anticonvulsiva, antipsicótica, ansiolítica y realza la memoria.